# Вилламов, Григорий Григорьевич
Григорий Григорьевич Вилламов (1816 — 1869) — русский военачальник, артиллерии генерал-лейтенант, генерал-адъютант, начальник артиллерии отдельного Гвардейского корпуса и Санкт-Петербургского военного округа.

## Биография
Родился в 1816 году в семье действительного тайного советника Г. И. Вилламова. Крестник императрицы Марии Фёдоровны и нидерландского короля Виллема II. Поступил в Главное немецкое училище Петришуле в 1825 году; окончил училище в 1833 году с получением диплома. 
В том же - 1833 году, вступил в военную службу фейерверкером лейб-гвардии 1-й артиллерийской бригады. По экзамену в науках, из портупей-юнкеров с 5 марта 1836 года пожалован прапорщиком полевой пешей артиллерии лейб-гвардии 1-й артиллерийской бригады батарейной лёгкой № 1 батареи. Приказом  от 4.09.1837 объявлено высочайшее благоволение. За отличие по службе, с 16.09.1838 пожалован в подпоручики лейб-гвардии 1-й артиллерийской бригады той же батареи; с 11.04.1843 на вакансию пожалован в поручики. 
Участник Кавказской войны. В 1845 командирован в отдельный Кавказский корпус, за отличие в делах против горцев (взятие горы Анчимеер 5.06.1845 г., поход в Анди в июне 1845 г., взятие Дарго 6.07.1845 г.) 12.12.1845 произведён из в штабс-капитаны лейб-гвардии 1-й артиллерийской бригады, со старшинством с 7.07.1845; с 23.03.1847 пожалован в капитаны лейб-гвардии 1-й артиллерийской бригады. 
С 22.06.1847 в том же чине назначен командующим батарейной № 1 батареи лейб-гвардии 1-й артиллерийской бригады на место полковника Александра Алексеевича Баранцова, назначенного адъютантом к Его Императорскому Высочеству генерал-фельдцейхмейстеру Великому князю Михаилу Павловичу. С 3.01.1848 из артиллерии гвардии капитанов  пожалован артиллерии полковником, со старшинством 22.06.1847 года, с утверждением в должности командира батарейной № 1 батареи лейб-гвардии 1-й артиллерийской бригады. С 19.09.1849 в том же чине командир той же батареи, наименованной «навсегда» 1-й артиллерийской батарейной Его Императорского Высочества Великого князя Михаила Павловича батареей лейб-гвардии 1-й артиллерийской бригады. 
С мая по ноябрь 1849 года участвовал в Венгерском походе к западным границам. С оставлением по спискам батарейной Его Императорского Высочества Великого князя Михаила Павловича батареи лейб-гвардии 1-й артиллерийской бригады с 26.11.1852, в том же чине полковника, отставлен от должности командира батареи и назначен адъютантом Его Императорского Высочества Великого князя Михаила Николаевича, тем же приказом произведённого генерал-фельдцейхместером и бригадным командиром Гвардейской конной артиллерии. 
Участник Крымской войны (Инкерманское сражение). С 17.04.1855 пожалован генерал-майором, по полевой пешей артиллерии, с оставлением в свите Его Высочества. С 30.08.1861 произведён в генерал-лейтенанты, с оставлением в свите Великого князя. С 6.07.1862 года - начальник артиллерии отдельного Гвардейского корпуса. С 6.08.1864 года назначен в должность и звание генерал-адъютанта Свиты Его Императорского Величества и начальником артиллерии С.-Петербургского военного округа, с оставлением в должности начальника Гвардейской артиллерии. С 16.11.1867 года отставлен от должности начальника Гвардейской артиллерии, с оставлением по гвардейской пешей артиллерии и по спискам 1-й Его Императорского Высочества Великого князя Михаила батареи 1-й гвардейской артиллерийской бригады. Приказом от 30 мая 1869 года исключен из списков умершим. 
С 1843 по 1868 год состоял членом привилегированного С-Петербургского английского собрания.
Скончался внезапно от «мозгового удара» 21 мая 1869 год во Франкфурте-на-Майне. Похоронен на православном кладбище в Висбадене.

## Семья
Брат – генерал Александр Григорьевич, также Георгиевский кавалер. Жена – Анна Васильевна Лебедева (1832-1901). Дети: Григорий Григорьевич (1848 - 1888) - русский дипломат, Михаил (1862 - 1921), Ольга (род. 1858).

## Награды
- Награждён орденом Св. Георгия 4-й степени (№ 9930; 26 ноября 1856) «за беспорочную выслугу, в офицерских чинах двадцати пяти лет» и золотой полусаблей с надписью - "За храбрость" (23.12.1854) «в воздаяние за отличное мужество и храбрость, оказанные в сражении против англо-французов под Севастополем, 24 октября 1854 года».
- Также награждён орденами: Св. Анны 3-й степени с бантом (28.11.1845) «в воздаяние отличного мужества и храбрости, оказанных в делах против горцев в июле месяце 1845 года, при следовании главного действующего отряда, от селения Дарго, к укреплению Гезель Аулу»; Св. Анны 2-й степени (6.12.1850) «в награду за отлично-усердную и ревностную службу, начальством засвидетельствованную»; Св. Владимира 4-й степени (6.12.1851) «в вознаграждение отлично-усердной и ревностной службы, лично Его Императорскому Величеству известной»; Св. Анны 2-й степени с императорской короной (6.12.1853) «в награду за отлично-усердную и ревностную службу»; знаком отличия «Беспорочная служба XV» (1853); орд. Св. Владимира 3 ст. (26.08.1856) «в награду отлично-усердной и ревностной службы»; орд. Св. Станислава 1 ст. (16.08.1857); знаком отличия «Беспорочная служба XX» (1858); орд. Св. Анны 1 ст. (1859); Св. Анны 1 ст. с императорской короной и мечами (30.08.1863) и иностранными наградами: командорским крестом австрийского ордена Железной короны (1852), командорским Большим крестом баденского ордена Церингенского Льва (1856), прусским орденом Красного орла с алмазами (1856), Большим офицерским крестом нидерландского ордена Дубовой короны (1856), командором 1-го класса баденского ордена Церингенского Льва (1860) и алмазными знаками к этому ордену (1861).
- В 1861 году пожаловано 3324 десятины 932 сажени земли и в 1866 году пожалована вменённая аренда по 2500 руб. в год сроком на 12 лет.